# 八峰町

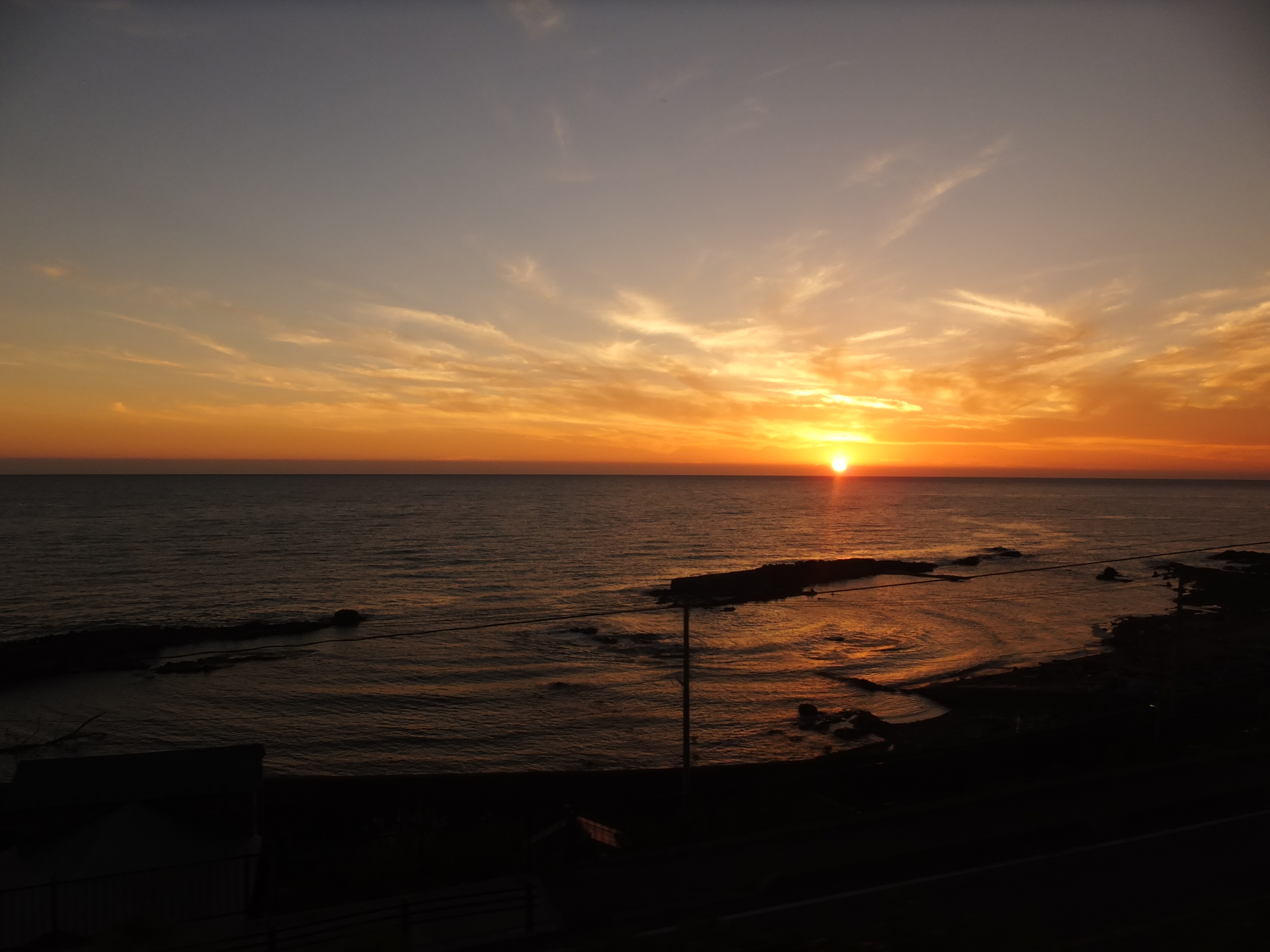
八森海岸の夕暮れ。五能線「リゾートしらかみ」車中より

八峰町（はっぽうちょう）は、秋田県の北西部に位置し、山本郡に属する町。東は藤里町、南は
能代市、西は日本海、北は青森県に接している。

## 地理
面積の8割が山間部（森林）で、農地は全面積の1割程度で、その多くが峰浜地区にある。
- 山 - 真瀬岳、薬師山、母谷山、留山
- 島 - 雄島 (秋田県)
- 河川 - 真瀬川、泊川、白瀑川、水沢川、塙川
- 湖沼 - 峰水湖（水沢ダム）

### 気候
| 八森（1991年 - 2020年）の気候      | 八森（1991年 - 2020年）の気候 | 八森（1991年 - 2020年）の気候 | 八森（1991年 - 2020年）の気候 | 八森（1991年 - 2020年）の気候 | 八森（1991年 - 2020年）の気候 | 八森（1991年 - 2020年）の気候 | 八森（1991年 - 2020年）の気候 | 八森（1991年 - 2020年）の気候 | 八森（1991年 - 2020年）の気候 | 八森（1991年 - 2020年）の気候 | 八森（1991年 - 2020年）の気候 | 八森（1991年 - 2020年）の気候 | 八森（1991年 - 2020年）の気候 |
| 月                                 | 1月                           | 2月                           | 3月                           | 4月                           | 5月                           | 6月                           | 7月                           | 8月                           | 9月                           | 10月                          | 11月                          | 12月                          | 年                            |
| ---------------------------------- | ----------------------------- | ----------------------------- | ----------------------------- | ----------------------------- | ----------------------------- | ----------------------------- | ----------------------------- | ----------------------------- | ----------------------------- | ----------------------------- | ----------------------------- | ----------------------------- | ----------------------------- |
| 最高気温記録 °C （°F）             | 14.1 (57.4)                   | 18.2 (64.8)                   | 22.1 (71.8)                   | 25.9 (78.6)                   | 28.0 (82.4)                   | 31.4 (88.5)                   | 35.2 (95.4)                   | 37.4 (99.3)                   | 36.0 (96.8)                   | 29.0 (84.2)                   | 24.2 (75.6)                   | 18.7 (65.7)                   | 37.4 (99.3)                   |
| 平均最高気温 °C （°F）             | 3.1 (37.6)                    | 3.6 (38.5)                    | 7.1 (44.8)                    | 12.9 (55.2)                   | 18.0 (64.4)                   | 22.0 (71.6)                   | 25.6 (78.1)                   | 27.6 (81.7)                   | 24.4 (75.9)                   | 18.4 (65.1)                   | 12.0 (53.6)                   | 6.0 (42.8)                    | 15.1 (59.2)                   |
| 日平均気温 °C （°F）               | 0.7 (33.3)                    | 0.9 (33.6)                    | 3.8 (38.8)                    | 9.0 (48.2)                    | 14.1 (57.4)                   | 18.3 (64.9)                   | 22.3 (72.1)                   | 23.9 (75)                     | 20.4 (68.7)                   | 14.5 (58.1)                   | 8.7 (47.7)                    | 3.2 (37.8)                    | 11.7 (53.1)                   |
| 平均最低気温 °C （°F）             | −1.9 (28.6)                   | −1.9 (28.6)                   | 0.5 (32.9)                    | 4.9 (40.8)                    | 10.2 (50.4)                   | 14.7 (58.5)                   | 19.3 (66.7)                   | 20.4 (68.7)                   | 16.4 (61.5)                   | 10.6 (51.1)                   | 5.2 (41.4)                    | 0.3 (32.5)                    | 8.3 (46.9)                    |
| 最低気温記録 °C （°F）             | −9.2 (15.4)                   | −10.4 (13.3)                  | −7.7 (18.1)                   | −3.1 (26.4)                   | 1.1 (34)                      | 5.6 (42.1)                    | 11.5 (52.7)                   | 12.9 (55.2)                   | 7.7 (45.9)                    | 2.6 (36.7)                    | −3.5 (25.7)                   | −8.8 (16.2)                   | −10.4 (13.3)                  |
| 降水量 mm （inch）                 | 91.2 (3.591)                  | 68.9 (2.713)                  | 83.2 (3.276)                  | 95.8 (3.772)                  | 119.8 (4.717)                 | 106.0 (4.173)                 | 172.2 (6.78)                  | 170.8 (6.724)                 | 155.2 (6.11)                  | 158.3 (6.232)                 | 152.7 (6.012)                 | 127.5 (5.02)                  | 1,501.6 (59.118)              |
| 平均降水日数 （≥1.0 mm）           | 17.2                          | 13.9                          | 13.4                          | 11.4                          | 10.7                          | 10.5                          | 12.1                          | 10.4                          | 11.8                          | 14.1                          | 16.7                          | 18.9                          | 161.1                         |
| 平均月間日照時間                   | 40.3                          | 62.0                          | 116.5                         | 164.3                         | 178.0                         | 175.2                         | 145.4                         | 174.5                         | 158.8                         | 135.4                         | 81.3                          | 44.6                          | 1,472.1                       |
| 出典1：Japan Meteorological Agency |                               |                               |                               |                               |                               |                               |                               |                               |                               |                               |                               |                               |                               |
| 出典2：気象庁                      |                               |                               |                               |                               |                               |                               |                               |                               |                               |                               |                               |                               |                               |

### 隣接している自治体
- 青森県
  - 西津軽郡：深浦町、鰺ヶ沢町
- 秋田県
  - 能代市
  - 山本郡:藤里町

### 人口
| |                                        |  |
| 八峰町と全国の年齢別人口分布（2005年） | 八峰町の年齢・男女別人口分布（2005年） |  |
| ■紫色 ― 八峰町 ■緑色 ― 日本全国 | ■青色 ― 男性 ■赤色 ― 女性              |  |
| 八峰町（に相当する地域）の人口の推移 \| 1970年（昭和45年） \| 13,083人 \| \| \| 1975年（昭和50年） \| 11,984人 \| \| \| 1980年（昭和55年） \| 11,638人 \| \| \| 1985年（昭和60年） \| 11,152人 \| \| \| 1990年（平成2年） \| 10,677人 \| \| \| 1995年（平成7年） \| 10,138人 \| \| \| 2000年（平成12年） \| 9,698人 \| \| \| 2005年（平成17年） \| 9,012人 \| \| \| 2010年（平成22年） \| 8,220人 \| \| \| 2015年（平成27年） \| 7,309人 \| \| \| 2020年（令和2年） \| 6,577人 \| \| |                                        |  |
| 総務省統計局 国勢調査より |                                        |  |
| 1970年（昭和45年） | 13,083人                               |  |
| 1975年（昭和50年） | 11,984人                               |  |
| 1980年（昭和55年） | 11,638人                               |  |
| 1985年（昭和60年） | 11,152人                               |  |
| 1990年（平成2年） | 10,677人                               |  |
| 1995年（平成7年） | 10,138人                               |  |
| 2000年（平成12年） | 9,698人                                |  |
| 2005年（平成17年） | 9,012人                                |  |
| 2010年（平成22年） | 8,220人                                |  |
| 2015年（平成27年） | 7,309人                                |  |
| 2020年（令和2年） | 6,577人                                |  |

## 歴史

### 合併の経緯
「白神市」構想が白紙撤回後、山本郡八森町、峰浜村は2町村での合併を表明し、新たな合併協議会を設置した。
新町の名称候補として、『南白神町』、『あきた白神町』なども挙がった。白神山地の南の観光拠点となっており“しらかみ”の名を使用しても問題ないが、青森県のNPOなどの反発もあり（合併協は影響を認めず）、合成地名となった。

### 年表
- 2006年（平成18年）
  - 3月27日 - 八森町と峰浜村が合併して誕生。
  - 10月3日 - 峰浜庁舎が全焼。
- 2008年（平成20年）
  - 4月 - 峰浜地区の八峰町立岩子小学校が水沢小学校に統合。
  - 7月 - 旧発盛鉱山ダム跡地に八峰町中央公園が完成。
- 2009年（平成21年）
  - 4月 - 八森地区の八峰町立八森小学校、観海小学校、岩館小学校が統合、3小学校の内最も児童数が多かった観海小学校に集約して新たに八峰町立八森小学校を設置。なお、八峰町では秋田大学と白神山地の研究や自然体験学習などで提携しており、旧岩館小学校校舎はその現地拠点として転用される予定である。
  - 9月24日 - 町役場を現在地に移転。代表番号は、峰栄館へ暫定設置されていた旧峰浜庁舎の番号を継承。これにともない、八森庁舎、峰栄館に設置された旧峰浜庁舎機能および峰浜庁舎管轄下の組織であった塙川出張所が廃止された。
- 2012年（平成24年）9月 - 日本ジオパーク委員会により、八峰白神ジオパークが認定される。
- 2016年（平成28年）4月 - 八峰町立八森中学校と峰浜中学校が統合、峰浜中学校校舎を改修して新たに「八峰町立 八峰中学校」を設置。また、八峰町立水沢小学校と塙川小学校が統合、水沢小学校校舎を改修して新たに「八峰町立 峰浜小学校」を設置。

## 行政
- 町長
  - 職務執行者 - 千葉良一（旧八森町助役、2006年3月27日 - 2006年4月22日）
  - 初代 - 加藤和夫（旧八森町長、3期、2006年4月23日 - 2018年4月22日）
  - 2代 - 森田新一郎（2期、2018年4月23日 - 2022年12月10日、在任中死去）
    - 職務代理者：日沼一之（副町長）

  - 3代 - 堀内満也（1期目、2023年1月9日 - 現職）[3][4]

峰浜庁舎の焼失にともない、旧町村境付近（峰浜目名潟字目長田）に新たな町役場本庁舎を建設し、2009年9月24日より新庁舎が稼働され、業務集約した。それまでの従前の峰浜庁舎の機能は、暫定的に峰栄館（峰浜地区文化交流センター）と塙川出張所に分散し、一部は八森庁舎に集約されていたが、新庁舎稼働にともない、それまでの本庁舎扱いであった八森庁舎を含め分散された拠点がすべて廃止された。

## 産業

### 漁業
- ハタハタ漁 - 八森漁港、岩館漁港

近年は「アワビの里づくり」による振興をめざし、白神アワビの養殖が行われている。

## 提携都市
栃木県茂木町
2024年（令和5年）2月20日 - 友好都市協定を締結

## 地域

### 公共施設
- 八峰町文化交流センター「ファガス」
- 峰浜地区文化交流センター「峰栄館」

### 教育
- 八峰町立八峰中学校[7]
- 八峰町立八森小学校
- 八峰町立峰浜小学校[7]

### 警察
秋田県警察 能代警察署
- 八森駐在所
- 峰浜駐在所

### 消防
能代山本広域市町村圏組合消防本部
- 八峰消防署

### 郵便局
- 八森郵便局（集配局）…018-26xx（旧八森町）
- 峰浜郵便局（集配局）…018-25xx（旧峰浜村および八峰町全体で郵便番号が設定されていない地名）
- 塙川郵便局
- 岩館郵便局
- 東八森郵便局

## 交通

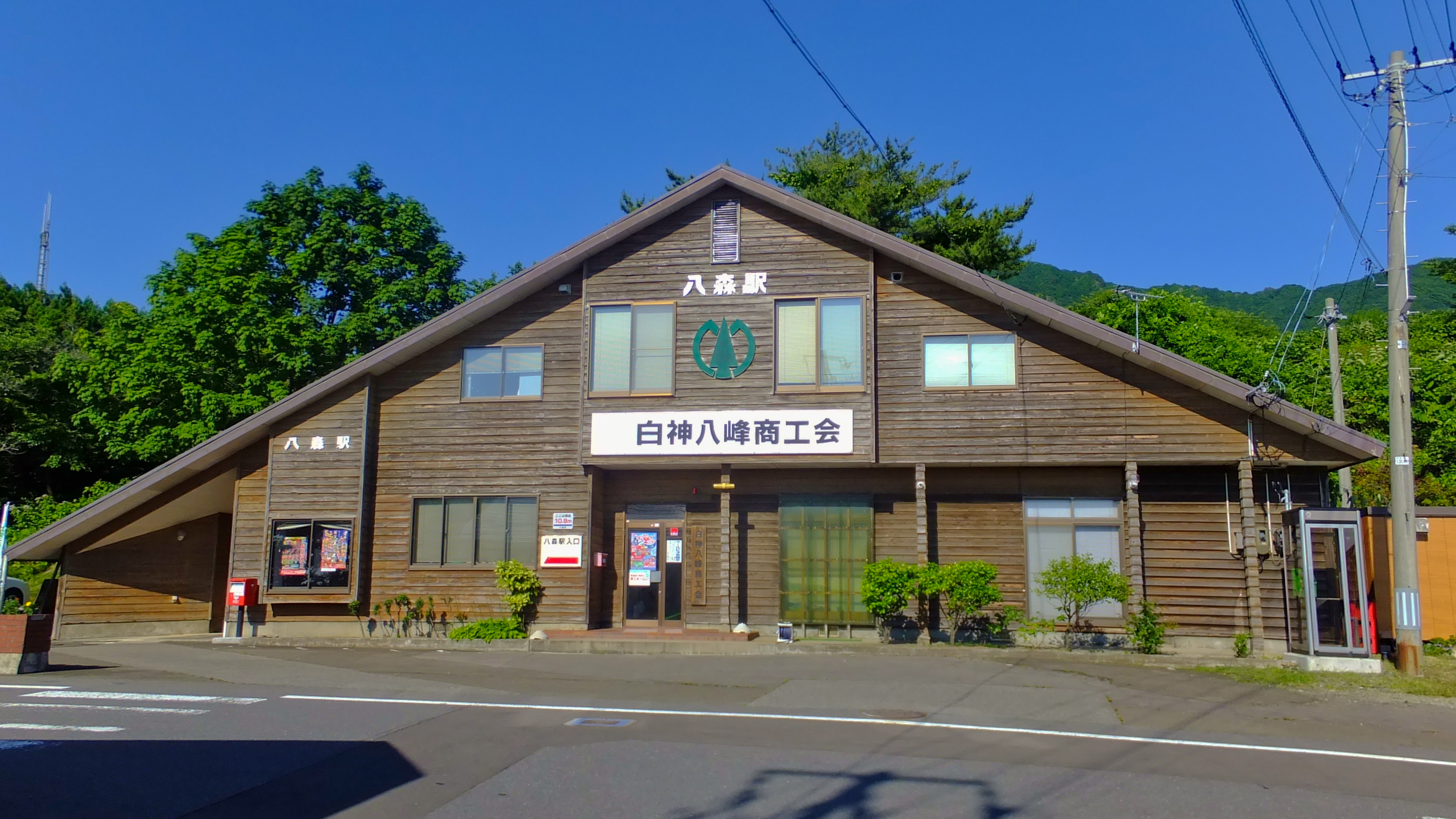
八森駅

### 鉄道
- 東日本旅客鉄道
  - 五能線
    - 沢目駅 - 東八森駅 - 八森駅 - 滝ノ間駅 - あきた白神駅 - 岩館駅

峰浜地区の中心駅は沢目駅、八森地区の中心駅は八森駅だが、現在の町役場から近隣の駅は東八森駅となる。

### バス
- 八峰町巡回バス（能代バスステーション発着）

### 道路

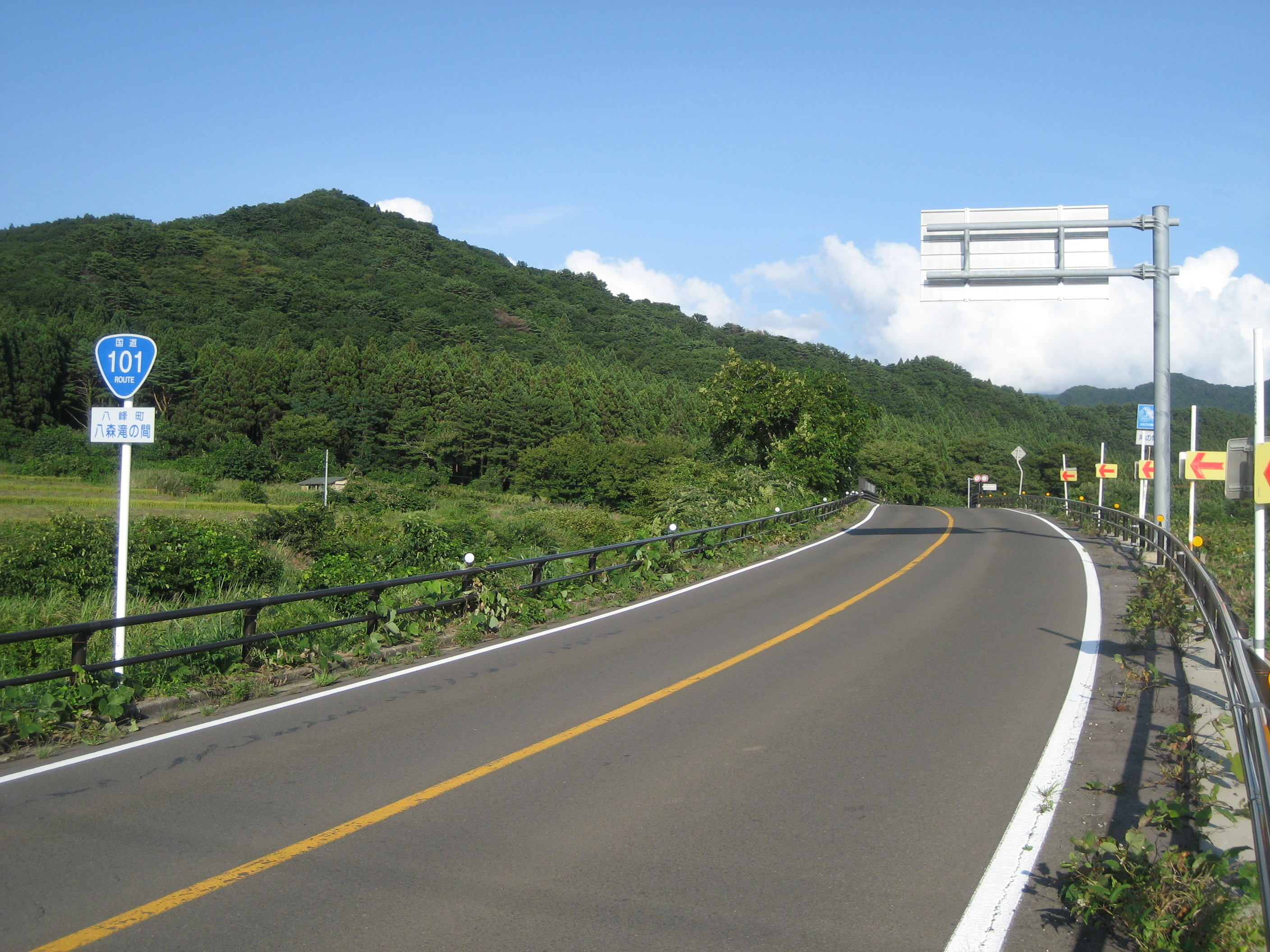
国道101号線

- 一般国道
  - 国道101号
    - 道の駅みねはま
    - 道の駅はちもり
- 主要地方道
  - 秋田県道63号常盤峰浜線
- 一般県道
  - 秋田県道143号石川向能代線
  - 秋田県道154号椿台小入川線
  - 秋田県道209号塙川能代線

## 観光

### 祭り・イベント
- みこしの滝浴び - 白瀑神社で毎年8月1日に行われる例大祭。神輿を担いだまま滝壺に入る珍しい神事である。
- 雄島花火大会 - 毎年8月15日に開催していた花火大会。八森地区の約200 m沖に浮かぶ雄島を打ち上げ場所として行われた花火大会。令和5年度の第37回をもって終了する旨を発表した。[8]
- 八峰花火フェス - 雄島花火大会を引き継ぐ形で開催される花火大会。雄島花火大会の委員会とは異なる、新たな委員会を立ち上げ、開催される。[9]

この他、国道101号に面した標高208mの糠森山では、お盆と正月を挟んだそれぞれ1か月程度、八峰町の「八」の字のライトアップが行われる。

### 温泉
- 八森いさりび温泉 ハタハタ館
- 湯っこランド（2022年6月30日廃止[10]）
- あきた白神温泉ホテル

### 観光スポット
- 手這坂

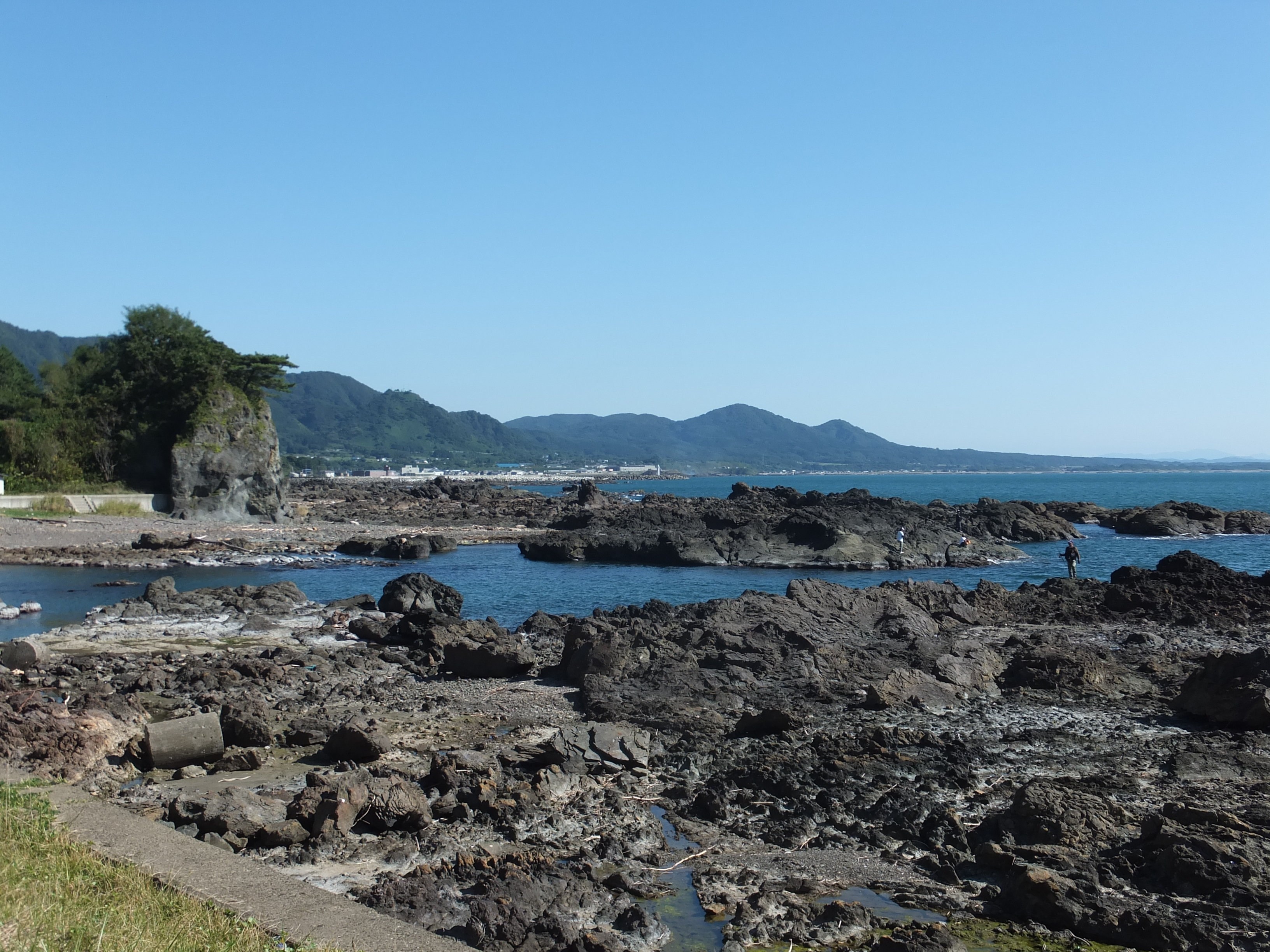
滝ノ間海岸

- ポンポコ山公園 - 道の駅みねはまに隣接する観光施設。バンガロー村、遊具等がある。
- ぶなっこランド - 二ッ森山への入り口にあたる白神山地へのビジターセンター。
- 八森観光市
- 御所の台ふれあいパーク - あきた白神駅近くに整備された公園。かつて山村広場とも呼ばれた。丘陵地に整備され、八峰町さくらまつり等のイベントが行われる。
- 岩館海水浴場 - 海浜プールとして防波堤で区切られ、人工的に砂浜が整備されている。
- 本館城 (出羽国)

### その他
- 八森岩館県立自然公園 - 濤安（とあ）の乙女像という日本海中部地震の犠牲者を悼むための像が日本海に向かって建てられている。
- 秋田白神県立自然公園
- 八峰白神ジオパーク

近年はグリーンツーリズム、ブルーツーリズムによる農業、漁業体験型の観光振興を目指しており、就農体験、蕎麦打ち体験のほか、八森本館地区の「夕映の館」、八森岩館地区の「漁火の館」でそれぞれ宿泊が可能。

## 名物・特産品
- ハタハタ - 秋田音頭の最初に歌われる八森ハタハタで知られる。加工品であるハタハタ寿司、しょっつるなども名物。
- 白神アワビ
- ナシ - 峰浜地区の特産。
- 南蛮べっちょ -  峰浜地区の郷土料理。
- 石川そば
- 龍角散の原料ハーブ

## 出身著名人
- クドウナオヤ（広告クリエイター）
- 松尾一彦（オフコース）